# Suma, Karelska republiken

Suma (ryska Sumskij Posad, Сумский Посад, eller Suma, Су́ма) är en ort i Karelska republiken i Ryssland, och är centralort för Sumposadskoje Selskoje Poselenije, en administrativ enhet av landsbygdskaraktär med 2 135 invånare i början av 2015.